# República Centroafricana en los Juegos Olímpicos de la Juventud 2018
República Centroafricana participó en los Juegos Olímpicos de la Juventud 2018 en Buenos Aires, Argentina, celebrados entre el 6 y el 18 de octubre de 2018. Su delegación estuvo conformada por dos atletas en dos disciplinas. No obtuvo medallas en las justas.

## Medallero
| Medalla       | Oro | Plata | Bronce | Total |
| ------------- | --- | ----- | ------ | ----- |
| Total oficial | 0   | 0     | 0      | 0     |

## Disciplinas

### Atletismo
República Centroafricana clasificó a un atleta en esta disciplina.
Masculino
Eventos de Pista
| Atleta           | Evento     | Serie 1 | Serie 1 | Serie 2 | Serie 2 | Total  | Total  |
| Atleta           | Evento     | Tiempo  | Puesto  | Tiempo  | Puesto  | Tiempo | Puesto |
| ---------------- | ---------- | ------- | ------- | ------- | ------- | ------ | ------ |
| Benjamin Ombenga | 200 Metros | 22.51   | 21      | 21.79   | 20      | 44.30  | 21     |

### Natación
República Centroafricana clasificó a una atleta en esta disciplina.
Femenino
| Atleta          | Evento      | Serie  | Serie  | Semifinal | Semifinal | Final     | Final     |
| Atleta          | Evento      | Tiempo | Puesto | Tiempo    | Puesto    | Tiempo    | Puesto    |
| --------------- | ----------- | ------ | ------ | --------- | --------- | --------- | --------- |
| Chloe Sauvourel | 50 m Libres | 34.54  | 51     | No avanzó | No avanzó | No avanzó | No avanzó |